# HMS Ambush (S120)
Pour les autres navires du même nom, voir HMS Ambush.
Pour les articles homonymes, voir S120.
Le HMS Ambush (pennant number : S120) est un sous-marin nucléaire d'attaque britannique. Il est le deuxième bâtiment de la classe Astute.

## Conception
Le HMS Ambush (S120) est un sous-marin de chasse à propulsion nucléaire (ANN) . La quille a été posée en octobre 2003, lancé en janvier 2011 et complètement achevé en 2013. La longueur totale du navire au moment du lancement était de 97 m, largeur 11,3 m, avec un déplacement sous-marin d'environ 7 800 tonnes. À son tour, la vitesse maximale en immersion est d'environ 30 nœuds. L'unité dispose de 6 tubes lance-torpilles à arc de 533 mm et est capable de transporter jusqu'à 38 armes.

## Histoire
Le 20 juillet 2016, tandis qu'il participait à un exercice au large de Gibraltar, l'Ambush entra en collision avec un navire marchand, endommageant notamment son kiosque. Le sous-marin a été forcé de regagner Gibraltar afin d'y subir des réparations,.